# 馬克·茨柏克沃斯基
馬克·茨柏克沃斯基（Mark Zbikowski，1956年3月21日—）出生於美國密西根州底特律，畢業於耶魯大學與哈佛大學，是微軟公司的元老之一。EXE執行檔的檔頭「MZ」兩字（16進位碼為4D5A），即來自於馬克·茨柏克沃斯基的姓名首字母。

## 任職微軟
茨柏克沃斯基於1981年進入微軟公司任職。1982年3月，他取代提姆·帕特森（Tim Paterson）成為MS-DOS 2.0的開發經理，直到DOS 4.0為止。在開發經理期間，最大的創作就是寫出了DOS的樹狀目錄架構。
1985年3月到1991年，茨柏克沃斯基參與OS/2的開發團隊，主導檔案系統及驅動程式的開發工作。同時他也是保羅·馬利茲（Paul Maritz）的技術顧問。OS/2的IFS（Installable File System）即為他的主要貢獻。
1991年至1996年，微軟與IBM聯合開發代號為Cairo的作業系統期間，茨柏克沃斯基擔當重要的角色。1996年起，微軟獨立開發Cairo，茨柏克沃斯基參與Windows NT核心的檔案系統開發。

## 自微軟退休
2006年6月，茨柏克沃斯基從微軟退休。除了公司創辦人比爾·蓋茲（Bill Gates）與史蒂夫·巴爾默（Steve Ballmer）以外，他是公司內第一位達到服務滿25年的員工。
2008年1月，茨柏克沃斯基加入SWsoft擔任資深技術顧問。